# Sevilla (Valle del Cauca)
Pour les articles homonymes, voir Sevilla.
Sevilla est une municipalité située dans le département de Valle del Cauca, en Colombie.